# Harpalus fallax
Harpalus fallax är en skalbaggsart som beskrevs av Leconte. Harpalus fallax ingår i släktet Harpalus och familjen jordlöpare. Inga underarter finns listade i Catalogue of Life.